# Grote dennenlotbladroller
De grote dennenlotbladroller (Clavigesta sylvestrana) is een vlinder uit de familie bladrollers (Tortricidae). De wetenschappelijke naam is voor het eerst geldig gepubliceerd in 1850 door Curtis.
De soort komt voor in Europa.